# Ex-ET
 (décembre 2018).
Pour plus de détails, voir Fiche technique et Distribution.
Ex-ET est un court métrage d'animation 3D produit par l'École supérieure des métiers artistiques en 2008 et réalisé par Benoit Bargeton, Rémy Froment, Yannick Lasfas et Nicolas Gracia.

## Synopsis
Sur une planète extraterrestre, un enfant présente un comportement déviant : contrairement aux autres, il ne répond pas aux « critères » d'ordre et d'alignement qui règnent sur cette planète.

## Fiche technique
- Titre : Ex-ET
- Date de sortie : 20 septembre 2008
- Réalisation et scénario : Benoit Bargeton, Rémy Froment, Yannick Lasfas et Nicolas Gracia
- Production : ESMA
- Format : couleur
- Durée : 8 min 25 s
- Enregistrement et mixage : Studio des Aviateurs
- Musique : Frédéric Varot

## Distinctions
En 2009, Ex-ET reçoit le prix spécial du jury au Festival international du film d'animation d'Annecy.
Le film reçoit également le prix « Arrosoir à Émile » du festival Court métrange, le prix du public et le prix Jeune au festival d'animation de Tournus.